# انارستانک
انارستانک، روستایی است در دهستان برون از توابع بخش اسلامیه شهرستان فردوس.
این روستا، بر اساس سرشماری سال ۱۳۹۵، ۲۶۳ نفر جمعیت داشته که نسبت به سرشماری ۱۰ سال قبل (۳۲۴ نفر در سال ۱۳۸۵)، سالانه حدود ۲ درصد کاهش داشته‌است.

## موقعیت
روستای انارستانک، در فاصله ۳۰ کیلومتری شمال شهر فردوس قرار داشته و مردمش به گویش تونی صحبت می کنند.

## منبع
1. 1 2  «تعداد جمعیت و خانوار به تفکیک تقسیمات کشوری براساس سرشماری عمومی نفوس و مسکن سال ۱۳۹۵». مرکز آمار ایران. دریافت‌شده در ۳۰ خرداد ۱۳۹۶.
2. ↑  «نتایج سرشماری ایران در سال ۱۳۸۵». درگاه ملی آمار. بایگانی‌شده از روی نسخه اصلی در ۲۱ آبان ۱۳۹۲.